# قائمة منظمات الإعاقة
هذه قائمة بالمنظمات المعنية بالإعاقة، بما في ذلك مجموعات المناصرة والجمعيات الخيرية التي تقدم خدمات للأشخاص ذوي الإعاقة.

## المنظمات
أ
- منظمة أكشن ديف للشباب.
- يتكيف.
- الجمعية الأمريكية للإعاقات الفكرية والتنموية (AAIDD) (1876) - AAIDD هي منظمة داعمة للأشخاص ذوي الإعاقات الفكرية والتنموية.
- الجمعية الأمريكية للأشخاص ذوي الإعاقة (AAPD) (1995) - منظمة متعددة الإعاقة تركز على المناصرة والخدمات.
- التحالف الأمريكي للمواطنين ذوي الإعاقة (ACCD) (1975) - تحالف المنظمات المحلية والولائية والوطنية المعنية بالإعاقة.[1]
- المجلس الأمريكي للمكفوفين (ACB) – يمثل مجموعة متنوعة من المجموعات داخل مجتمع المكفوفين.
- الجمعية الأمريكية للسكري (ADA) (1939) - تعمل على تثقيف الجمهور حول مرض السكري.
- المؤسسة الأمريكية للمكفوفين (1921) - تخدم في المقام الأول فئة المكفوفين وتركز على المناصرة والخدمات.
- قوس الولايات المتحدة – منظمة وطنية تخدم الأشخاص ذوي الإعاقات الفكرية والتنموية.
- جمعية ARC للتغيير الحقيقي (1976) - تدعم مقدمي الخدمات للأفراد ذوي الإعاقات التعلمية.
- منظمة Aspies For Freedom (AFF) – تعمل على رفع مستوى الوعي العام بمرض التوحد.
- الشبكة الدولية للتوحد (ANI) (1992) - الدعوة والمساعدة الذاتية للأشخاص المصابين بالتوحد.
- شبكة الدفاع عن الذات التوحدية (ASAN) (2006) - الدعوة إلى تمكين الأشخاص المصابين بالتوحد في جميع أنحاء العالم.

ب
- معهد بيرتون بلات (BBI) – تعزيز المشاركة المدنية والاقتصادية والاجتماعية للأشخاص ذوي الإعاقة في المجتمع العالمي.
- أفضل الأصدقاء الدوليين (BBI) - خلق فرص للأشخاص ذوي الإعاقات الفكرية والتنموية لتكوين صداقات.
- شبكة مجتمع السكان الأصليين في كولومبيا البريطانية المعنية بالإعاقة (BCANDS) - منظمة كندية للسكان الأصليين تُعنى بشؤون ذوي الإعاقة.

ج
- المعهد الوطني الكندي للمكفوفين (CNIB) (1918) - منظمة تطوعية مخصصة لمساعدة الكنديين المكفوفين.
- الجمعية الكاتالونية للمكفوفين وضعاف البصر (1993) - تساعد في دعم المكفوفين وضعاف البصر في الحياة اليومية.
- مركز الحياة المستقلة (1972).
- التحالف المجتمعي من أجل المعاملة الأخلاقية للشباب.
- خيارات المجتمع (1989).
- مجلس أولياء الأمور والمحامين والمدافعين.

د
- لجنة حقوق الأشخاص ذوي الإعاقة.
- صندوق تعليم حقوق ذوي الإعاقة والدفاع عنها (1979).
- حقوق ذوي الإعاقة في المملكة المتحدة.
- المحاربون القدامى الأمريكيون ذوو الإعاقة.
- مجموعة كمبيوتر الأطفال ذوي الإعاقة.
- المعوقون في العمل (1970).
- المنظمة الدولية للأشخاص ذوي الإعاقة.
- حقوق ذوي الإعاقة في ولاية ويسكونسن (1977).
- شبكة النساء ذوات الإعاقة في كندا.

ه-و
- منظمة Easter Seals (1916) - منظمة دولية تقدم الخدمات والتعليم والتوعية والدعوة حتى يتمكن الأشخاص الذين يعانون من التوحد والإعاقات الأخرى من العيش والتعلم والعمل واللعب في مجتمعاتهم.
- وحدة التمكين - تعمل على ضمان اتخاذ إجراءات إيجابية فيما يتعلق بالأشخاص ذوي الإعاقة في كلية العلوم الطبية الجامعية، دلهي، وهي أول وحدة من نوعها للطلاب ذوي الإعاقة في أي مؤسسة طبية في الهند.
- سعي.
- لجنة تكافؤ فرص العمل.
- FAIDD (الجمعية الفنلندية للإعاقات الفكرية والتنموية).
- مؤسسة إعادة التأهيل النشط.
- جمعية جالواي للمكفوفين.

ز-ح
- IDIRIYA - منظمة غير حكومية سريلانكية غير ربحية تعمل على تعزيز إمكانية الوصول إلى المباني والمرافق العامة والتركيز على "السياحة المتاحة للجميع.
- القدرة اللانهائية - مجموعة ذات اهتمام خاص ضمن مجموعة العلوم الإنسانية الطبية بكلية العلوم الطبية الجامعية، دلهي، الهند.[2]
- الرابطة الدولية لمحترفي إمكانية الوصول.
- الاتحاد الدولي لرياضة المكفوفين.
- الاتحاد الدولي للإعاقة والتنمية (IDDC).
- الشبكة الدولية لمستخدمي أجهزة التنفس الصناعي.
- كوبيندا للأطفال.

ط
- لارش
- الجمعية اللاتفية لدعم الأشخاص ذوي الإعاقة.
- منظمة صغار أمريكا - المنظمة الوطنية للأشخاص الذين يعانون من خلل التنسج الهيكلي الذي يؤدي إلى قصر القامة.

ظ
- مسيرة العشرات من الدايمز كندا.
- العقل (الجمعية الوطنية للصحة العقلية، المملكة المتحدة).
- MindFreedom International (1990).[3]
- حركة ذوي الإعاقة الفكرية في سنغافورة (MINDS).
- جمعية ضمور العضلات.

ع-غ
- التحالف الوطني للأمراض العقلية.
- الجمعية الوطنية للصم (1880) - منظمة أمريكية تخدم في المقام الأول سكان الصم وتركز على المناصرة والخدمات.
- الجمعية الوطنية للتوحد.
- المشروع الوطني للمساواة التعليمية للنساء ذوات الإعاقة
- المؤتمر الوطني لمتلازمة داون (1973) - منظمة وطنية (أمريكية) غير ربحية تقدم للأفراد والأسر ومقدمي الرعاية الصحية المعلومات والدعم حول متلازمة داون.
- الاتحاد الوطني للمكفوفين.
- الرابطة الوطنية لإصابات الحبل الشوكي.

ف-ق
- الأشخاص ذوي الإعاقة في أستراليا.
- منظمة الصحة العالمية لما بعد شلل الأطفال.

ك
- منظمة إعادة التأهيل الدولية.
- القدرة على الاحترام.
- المعهد الوطني الملكي للمكفوفين (RNIB).
- المعهد الوطني الملكي للصم (RNID).

ل
- نِطَاق.
- جمعية حقوق الأشخاص ذوي الإعاقة السلوفينية.
- جمعية دراسات الإعاقة.
- جمعية جورجاون للتشنج (2007) - منظمة هندية تقدم الرعاية للأشخاص المصابين بالشلل الدماغي والإعاقة الذهنية والتوحد والإعاقات المتعددة.
- بطولة الهوكي الدولية الخاصة.
- الأولمبياد الخاص.
- فيلق الناجين.

م
- تاش.
- جمعية توريت الأمريكية - منظمة وطنية مخصصة لدعم الأشخاص الذين يعانون من متلازمة توريت.

ن-ة
- جمعية الشلل الدماغي المتحدة.
- جمعية العمود الفقري المتحدة، المعروفة سابقًا باسم جمعية المحاربين القدامى المصابين بالشلل الشرقي.
- جمعية النساء ذوات الإعاقة النسوية، منظمة دعم اجتماعي أسترالية في ثمانينيات القرن العشرين.
- المعهد العالمي للإعاقة.
- YAI، المعهد الوطني لشبكة الأشخاص ذوي الإعاقة (المعروف سابقًا باسم معهد الشباب).